# Chromis pura
Chromis pura, thường được gọi là cá thia Pura, là một loài cá biển thuộc chi Chromis trong họ Cá thia. Loài này được mô tả lần đầu tiên vào năm 2004.

## Phân bố và môi trường sống
C. pura có phạm vi phân bố giới hạn ở vùng biển Tây Thái Bình Dương. Chúng chỉ được tìm thấy tại đảo Pura thuộc quần đảo Alor, Indonesia. Danh pháp khoa học của loài cá này cũng bắt nguồn từ nơi đầu tiên tìm thấy chúng. C. pura sống xung quanh những dốc đá ngầm, nơi đáy biển nhiều đá và tiếp xúc với dòng chảy mạnh, độ sâu khoảng 18 m trở lại.

## Mô tả
C. pura trưởng thành dài khoảng 7,6 cm. Màu sắc tương đồng với loài Chromis flavomaculata. Cơ thể có màu xám bạc hoặc lam xám. Vây hậu môn gần như màu đen. Vây lưng màu lam xám, chuyển thành vàng ở phía sau. Vây bụng trong suốt, có đốm hình tam giác màu đen nổi bật ở gốc. Có một đốm đen lớn ở gốc vây ngực. Đuôi màu vàng đậm.
Số gai ở vây lưng: 18; Số tia vây mềm ở vây lưng: 12 - 13; Số gai ở vây hậu môn: 2; Số tia vây mềm ở vây hậu môn: 11; Số tia vây mềm ở vây ngực: 19 - 20; Số vảy đường bên: 16 - 18; Số gai ở vây bụng: 1; Số tia vây mềm ở vây bụng: 5.
Thức ăn của C. pura chủ yếu là những loài sinh vật phù du. Chúng bơi thành những nhóm nhỏ hoặc sống đơn độc. Cá đực có tập tính bảo vệ và chăm sóc những quả trứng.